# Scorzè
Scorzè (Scorsè in veneto, IPA: /skorˈsɛ/) è un comune italiano di 19 018 abitanti della città metropolitana di Venezia nel Veneto.
Il comune è situato a circa 25 km a nord-ovest del capoluogo, al confine con le province di Padova e Treviso, fa parte dell'area del Miranese e, con le sue quattro frazioni, è il decimo centro in ordine di popolosità della provincia. Per quanto riguarda il Servizio Sanitario è inserito nell'ASL 3 "Serenissima".
Sorge su una zona abitata sin dall'epoca paleoveneta, poi colonizzata dai romani. Nel Medioevo è feudo dei vescovi di Treviso, che ebbero come vassalli nel territorio diverse famiglie, in particolare i Tempesta e gli Scorzadis, e poi parte della Serenissima; dal 1866, dopo la pace di Vienna, diventa comune nel Regno d'Italia, poi Repubblica.
È un importante centro agricolo, artigianale, industriale, è sede di numerose aziende, sia grandi che piccole e medie, nonché snodo di una certa importanza dal punto di vista viabilistico e della rete di distribuzione di energia elettrica nazionale.

## Geografia fisica

### Territorio
Il comune confina con le province di Treviso e Padova. Il territorio comunale è pressoché completamente pianeggiante, di natura alluvionale al pari del resto della Pianura Padana. È inoltre ricchissimo di risorgive e di vie d'acqua: in particolare è attraversato dal fiume Dese e dai suoi affluenti (Rio Storto, Rio San Martino, Rio Sant'Ambrogio, Desolino). Dal punto di vista dell'orografia, la zona posta a nord del fiume Dese è sensibilmente più alta rispetto al territorio a sud del corso d'acqua.
Per quanto riguarda la Classificazione sismica, Scorzè è situato nella zona 3 (sismicità bassa), come risulta dalla Ordinanza PCM n. 3274 del 20/03/2003.

### Clima
Il territorio scorzetano situato nella media pianura veneta gode di un clima semi-temperato.
I principali venti che battono la zona sono la bora da nord est e il più mite scirocco dall'Adriatico spesso portatore di piogge in autunno. Le estati sono umide e calde, gli inverni sono abbastanza freddi, mentre assai più piovose si presentano le mezze stagioni, con sporadici episodi anche di allagamenti popolarmente detti brentane.

## Origini del nome
Il toponimo vien fatto derivare presumibilmente dall'attività dei conciatori di pelle (in veneto scorzeri, appunto), diffusa nella zona, in particolare lungo il corso del fiume Dese, durante il Medioevo.
Secondo un'altra e più difficile ipotesi, il nome Scorzè sarebbe composto dalle due radici semantiche ingevoni ‘Scor-’ = ‘Costa, riva alta’, facendolo derivare dall’antico germanico *skuro (da accostare al termine inglese ‘shore’ = ‘riva, costa’ ed al basso tedesco ‘schōre’ = ‘capo, promontorio’, ma anche al termine ‘scorro’ = ‘scoglio’ nell'alto tedesco antico) e ‘-ze = -se = Corso d’acqua, fiume’. Leggendo compiutamente la decodifica toponomastica il significato di Scorzè sarebbe ‘Corso d’acqua con alte rive’, chiaro riferimento alle caratteristiche pedologiche delle rive del fiume Dese nella zona della motta, area situabile a nord rispetto al mulino Soranzo (già Bonotto), noto anche come ‘mulino della Guizza’.
Questi termini sarebbero riferibili alla lingua ingevonica, parlata da popolazioni germaniche, fra le quali si annoverano i Longobardi, che si stanziarono a partire dal secolo VI d.C. sui territori dell’Impero Romano d’Occidente.

## Storia

### Il periodo romano
In epoca romana il territorio scorzetano era amministrato dal municipium di Altino ed era intensamente coltivato. A tutt'oggi è possibile notare che la disposizione di alcune vie di comunicazione riflettono la regolarità dell'antica centuriazione tracciata probabilmente nel 49 a.C..

### Dal Medioevo alla Serenissima
Dopo le invasioni barbariche con il territorio circostante entrò a far parte del Regno dei Longobardi e in seguito del Sacro Romano Impero. È però nella bolla di papa Eugenio III del 1152 Justis fratrum , scritta per confermare i possedimenti del vescovo di Treviso Bonifacio che viene nominato per la prima volta il castello di Scorzè ed il suo villaggio. La zona era allora formalmente amministrata dalla diocesi trevigiana, ma di fatto era suddivisa in piccoli feudi indipendenti che per tutto il Medioevo si scontrarono in aspre lotte.
Il nome della città è legato alla famiglia signorile degli Scorzadis o Scorzedo, vassalli del vescovo di Treviso, che avevano la loro residenza nel castello che sorgeva presso il fiume Dese, a est rispetto al borgo, cioè l'attuale centro abitato dove sorge la chiesa arcipretale. Nel marzo del 1241 Ezzelino III da Romano incendiò e distrusse il castello che ancor oggi, diroccato, è presente nello stemma comunale. Successivamente i potestà di Treviso, Alberico da Romano e Bianquino III da Camino, decisero di far spianare il terrapieno su cui sorgeva il castello, ritenendo conveniente per il Comune di Treviso evitare che potesse essere utilizzato nuovamente da truppe nemiche in caso di nuovi attacchi. Fu allora che centro del paese si spostò definitivamente attorno alla chiesa.
Dopo gli Ezzelini, a Scorzè dominarono i Da Camino e gli Scaligeri, fino a quando, il 20 luglio 1329, Cangrande della Scala dona a Guecello Tempesta alcuni territori, tra cui la stessa Scorzè.
Nel 1338, seguendo le sorti di Treviso, divenne parte della Repubblica Serenissima, almeno formalmente, poiché in realtà era politicamente assoggettata ai Carraresi, Signori di Padova.
In questo periodo vi furono ben tre invasioni degli Ungari, che attraversarono e devastarono il territorio, fino a quando la Repubblica di San Marco non prese a sé definitivamente la zona, nel 1388, grazie alle imprese del condottiero Giacomo I Dal Verme, e non pose Scorzè sotto la Podestaria di Noale.

### L'età moderna
Dopo il periodo napoleonico, che sancì la fine della Repubblica di Venezia, dal 1815 il paese è parte del Regno Lombardo-Veneto, fu questo un periodo di rinnovamento per Scorzè che vide consacrato l'attuale cimitero (1828) e aperta la prima farmacia (1843). Nel 1866, tutto il Veneto viene annesso al neonato Regno d'Italia. Nel 1888 è innalzato l'attuale municipio.
Durante la prima guerra mondiale Scorzè non fu coinvolta direttamente nel conflitto, ma ospitò comunque un ospedale militare allestito presso villa Soranzo Conestabile. Il fascismo rappresentò uno degli eventi più duri per il paese che culminò, nel 1945, con la barbara esecuzione di numerosi oppositori. Lo stesso arciprete, monsignor Antonio Cercariolo, si trovava spesso in disaccordo con i governanti di allora.
Dopo la fine della guerra, Scorzè attraversò un fiorente periodo economico che la vide accrescersi sotto il punto di vista industriale e demografico.

### Simboli
Lo stemma comunale, concesso nel 1911 da Vittorio Emanuele III, rappresenta uno scudo di forma sannitica su cui campeggia un castello semidiroccato, in ricordo dell'antico fortilizio distrutto da Ezzelino III da Romano; ai suoi piedi, i chicchi di grandine simboleggiano la signoria locale dei Tempesta.
Il gonfalone del Comune è a due fasce orizzontali rossa e bianca, come stabilito dal DPR n. 4660 dell'8 novembre 1982.

## Monumenti e luoghi d'interesse

### Chiesa arcipretale e campanile
La Chiesa arcipretale, dedicata a San Benedetto Abate, fu edificata tra il 1761 e il 1767 su progetto dell'architetto veneziano Giorgio Massari.

### Architettura civile

#### Castello

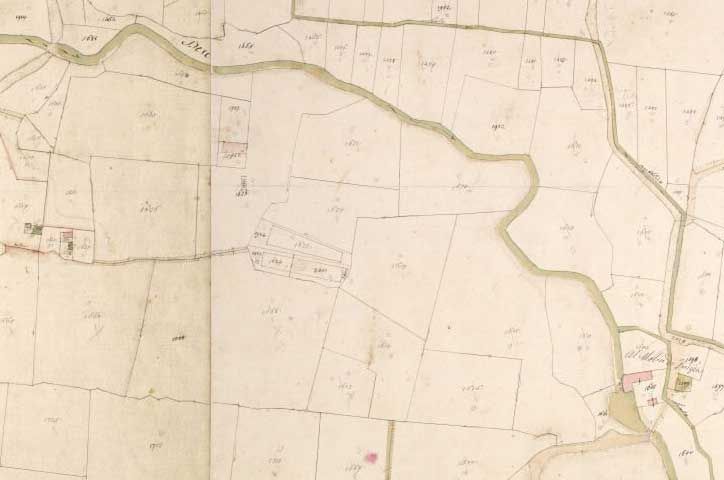
Mappali del 1841.

Costruito nel XII secolo, il castello di Scorzè fu, come detto, incendiato e distrutto da Ezzelino III da Romano nel marzo del 1241 finché qualche anno più tardi i podestà di Treviso non ne spianarono i terrapieni. Oggi campeggia, diroccato, nello stemma del Comune.
Dalle mappali austriache del 1841 conservate presso l'archivio di Stato di Venezia si può desumere l'esatta posizione, la forma e le dimensioni del castello e del terrapieno su cui era costruito. Il perimetro della motta doveva assomigliare ad un esagono irregolare schiacciato, con l'asse centrale ovest-est di circa 120 m e quello nord-sud di circa 50 m La struttura doveva essere circondata da un fossato alimentato dalle acque del vicino Dese che dopo aver circondato il terrapieno erano scaricate nuovamente nel fiume, a sud del Mulino "Bonotto", attraverso alcuni canali. Ciò è desumibile dal fatto che nelle mappe catastali lungo le linee di confine tra i fondi, quando queste corrispondono a fossati, viene posta una freccia che va inoltre ad indicare la direzione del flusso d'acqua.
Non si hanno notizie certe su come fosse strutturato il castello ma è certo che al suo interno si trovasse il dongione, residenza degli Scorzadis e vi fossero alcuni magazzini. Le pergamene del 1242 riportano infatti: "...quod doglonum destrueretur, & combureretur, & combustum, & destructum fuit..." e raccontano che furono rubati o andaron bruciati "multa bona, feilicet vinum, frumentum, milleum, & surgum, & equi, vace, & capre, & porci, & alie multe res...".
Le ultime tracce del perimetro della struttura sono state distrutte nel 2000 a seguito della costruzione di nuovi capannoni industriali, come risulta dalla foto aeree della cartografia regionale.

#### Palazzo municipale

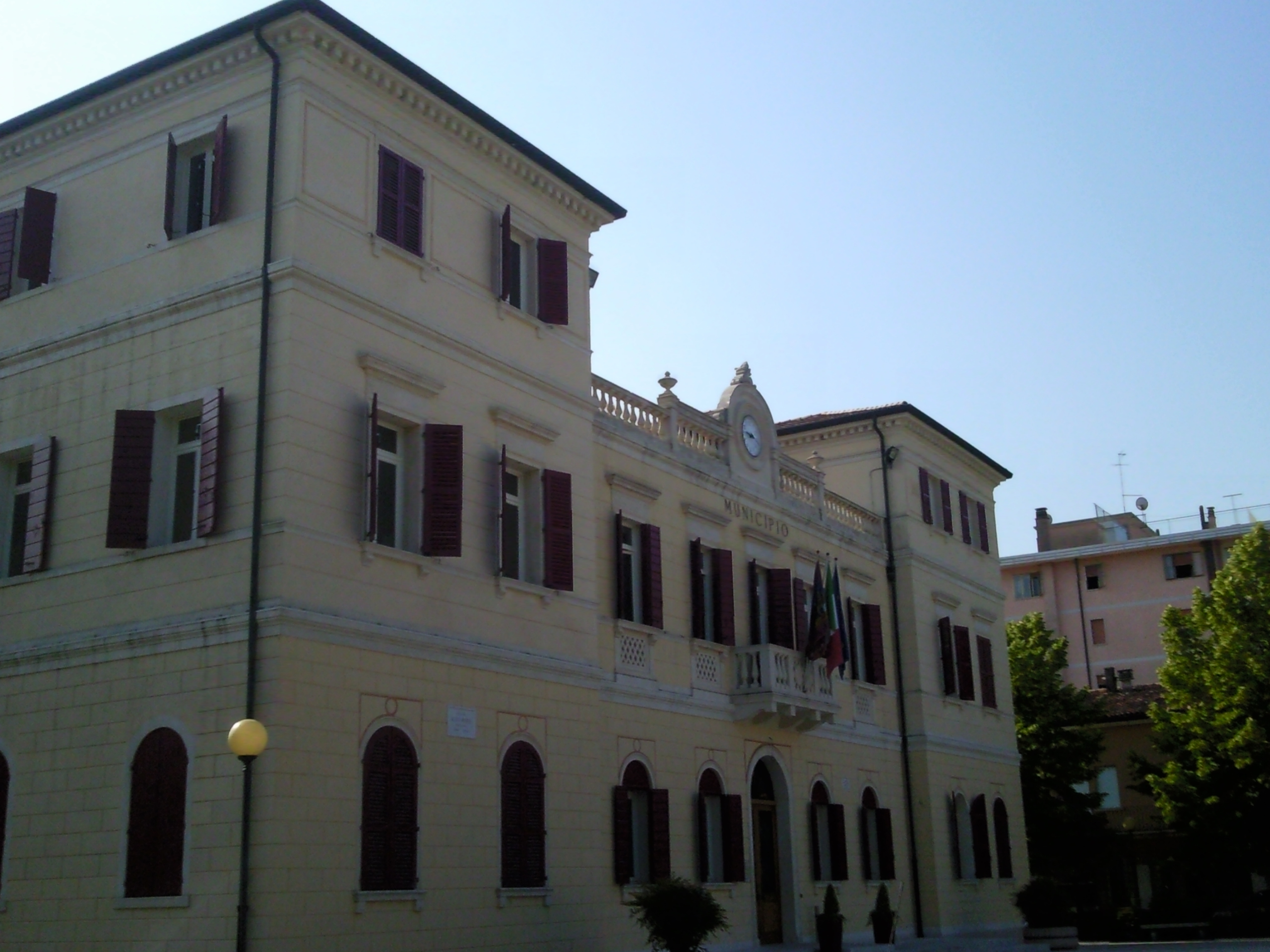
Facciata anteriore del Municipio.

Costruito tra il 1888 e il 1889 per iniziativa del sindaco Frattin su progetto dell'architetto Alvise Motta, con un costo di 45.000 lire, fu inaugurato il 14 marzo 1889, in occasione del genetliaco del re Umberto I. In origine conteneva anche sei aule scolastiche, gli uffici del Comune, l'ufficio postale e l'ufficio telegrafico. L'opera esternamente si presenta in stile neoclassico, con balcone, finta loggia riparata da colonnine e orologio.
Fu ristrutturato una prima volta nel corso dei primi anni sessanta, mentre nel corso degli anni ottanta l'edificio è stato ampliato e nei nuovi locali hanno trovato sede, per oltre un decennio, gli uffici del Distretto Sanitario della locale Ulss.
L'ultimo radicale intervento sul palazzo è stato eseguito tra il 2007 e il 2010, quando si è proceduto ad un consolidamento strutturale dell'edificio, al rinnovo totale degli interni e all'aggiunta di alcuni ambienti sul retro. L'inaugurazione dopo il restauro è avvenuta il 24 aprile 2010, mentre la prima seduta del Consiglio comunale nella sede rinnovata si è tenuta il 26 maggio. La sala consiliare è collocata al piano terra, a sinistra rispetto all'ingresso principale; la sala della giunta e l'ufficio del Sindaco sono invece al primo piano: la prima guarda sulla facciata posteriore, il secondo si affaccia su Piazza Aldo Moro e corrisponde al balcone sopra l'ingresso principale.
Nel 1985 è stata inaugurata la nuova piazza comunale dedicata ad Aldo Moro completata dalla fontana e dalla scultura Olismo dedicata ai caduti e realizzata da Simon Benetton. Nel 2016 la fontana viene completamente rifatta e dedicata all'industriale Giuliano De Polo (1943-2004), storico presidente di Acqua Minerale San Benedetto dal 1970 alla morte.

#### Ville venete

##### Villa Soranzo Conestabile

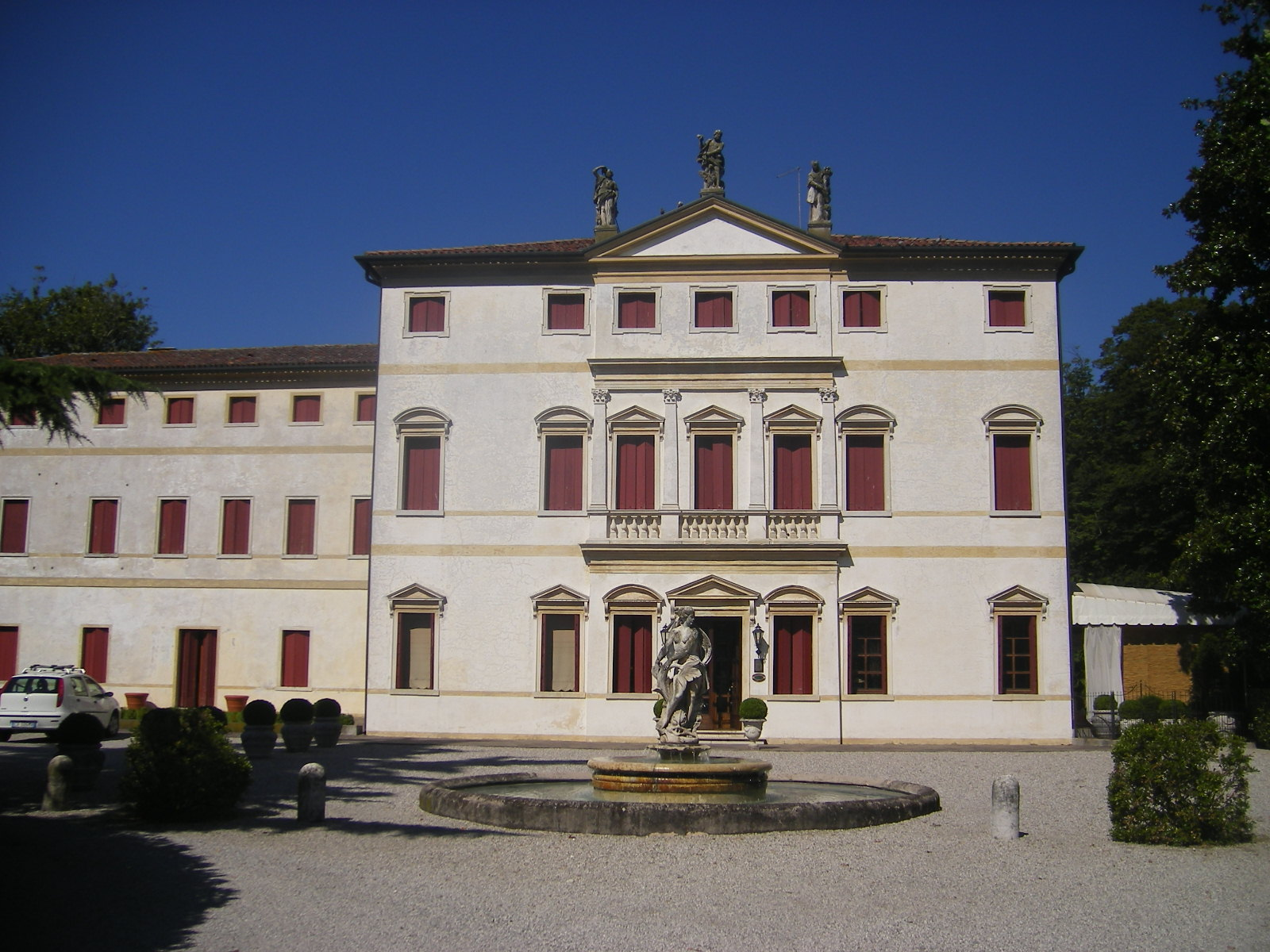
Villa Soranzo Conestabile

Il più interessante edificio di architettura civile del capoluogo è senza dubbio Villa Soranzo Conestabile, costruita nel XVI secolo dalla Famiglia del doge Giovanni Soranzo e più volte ampliata. Circondata da uno splendido parco, progettato nel 1838 dal veneziano Giuseppe Jappelli, all'interno conserva notevoli decorazioni ad affresco attribuiti alla scuola del Veronese ed un sontuoso scalone a tenaglia con colonne e lesene corinzie progettato a metà Settecento all'architetto Andrea Zorzi, il quale conferì all'intero complesso uno stile ispirato al nascente neoclassicismo. Nel succitato parco della villa, si possono trovare esemplari secolari di magnolie, tigli, ippocastani, querce, un vasto prato all'inglese, un laghetto e la grotta contenente la ghiacciaia.

##### Villa Dolfin
Lungo la strada regionale che conduce verso Castelfranco Veneto, all'altezza di via Milano, sorge Villa Dolfin - De Ferrari, elegante costruzione del XVII secolo con interni riccamente decorati con stucchi, affreschi, soffitti alla sansovina e caminetti in pietra. È abbellita anche da un elegante oratorio dedicato a San Gaetano da Thiene, cui è dedicata la pala attribuita a Gregorio Lazzarini. La villa è privata.

##### Villa Orsini
Proprio in centro, invece, sorge Villa Orsini, già sede dei Carabinieri, delle Scuole medie e della biblioteca comunale, oggi adibita ad usi culturali (mostre, convegni, scuola di musica, ecc.). La disposizione delle stanze interne è quella tipica della villa veneta, con due saloni centrali collegati dalla scala e le stanze laterali che si affacciano su di essi. Il soffitto della scala, il salone centrale e alcune stanze del piano nobile sono decorate con interessanti affreschi allegorici di scuola tiepolesca. Sul retro si trova il cortile, anch'esso di proprietà comunale.

##### Altre ville
Altri edifici di valore storico presenti nel capoluogo sono Villa Barbiero, semplice edificio del XVII secolo e Villa Tombacco, di origini cinquecentesche. Di fronte al Palazzo municipale, lungo via Roma, l'antica via del Borgo, sorge lo scarlatto Palazzo Zardo, un tempo residenza invernale dei Soranzo e quindi, a partire dal periodo del Regno Lombardo-Veneto sino alla costruzione dell'attuale, prima sede del Municipio di Scorzè.

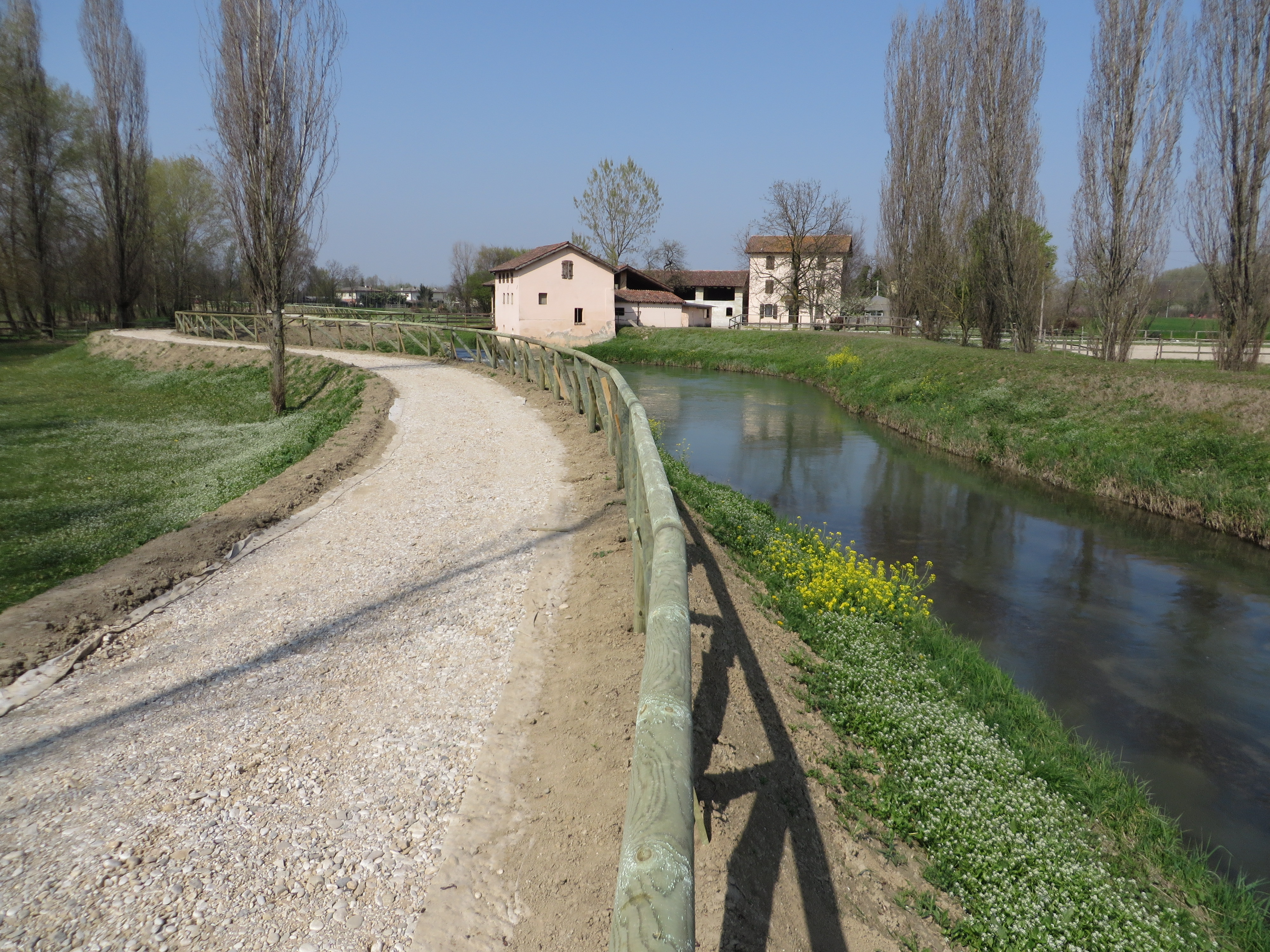
Mulino Michieletto a Scorzè.

#### I mulini lungo il Dese
La Repubblica di Venezia, sempre molto attenta alla gestione dell'idrografia del suo entroterra, costruì lungo il tratto scorzetano del Dese ben quattro mulini, tre nel capoluogo e uno nella frazione di Cappella.
I tre edifici in questione sono il mulino Todori, che si trova nelle vicinanze dell'area verde di proprietà comunale denominata "Oasi Todori", il mulino Pamio ora Michieletto, in via Canove, e il Mulino Bonotto, che ora ospita ora una struttura alberghiera.

### Aree naturali

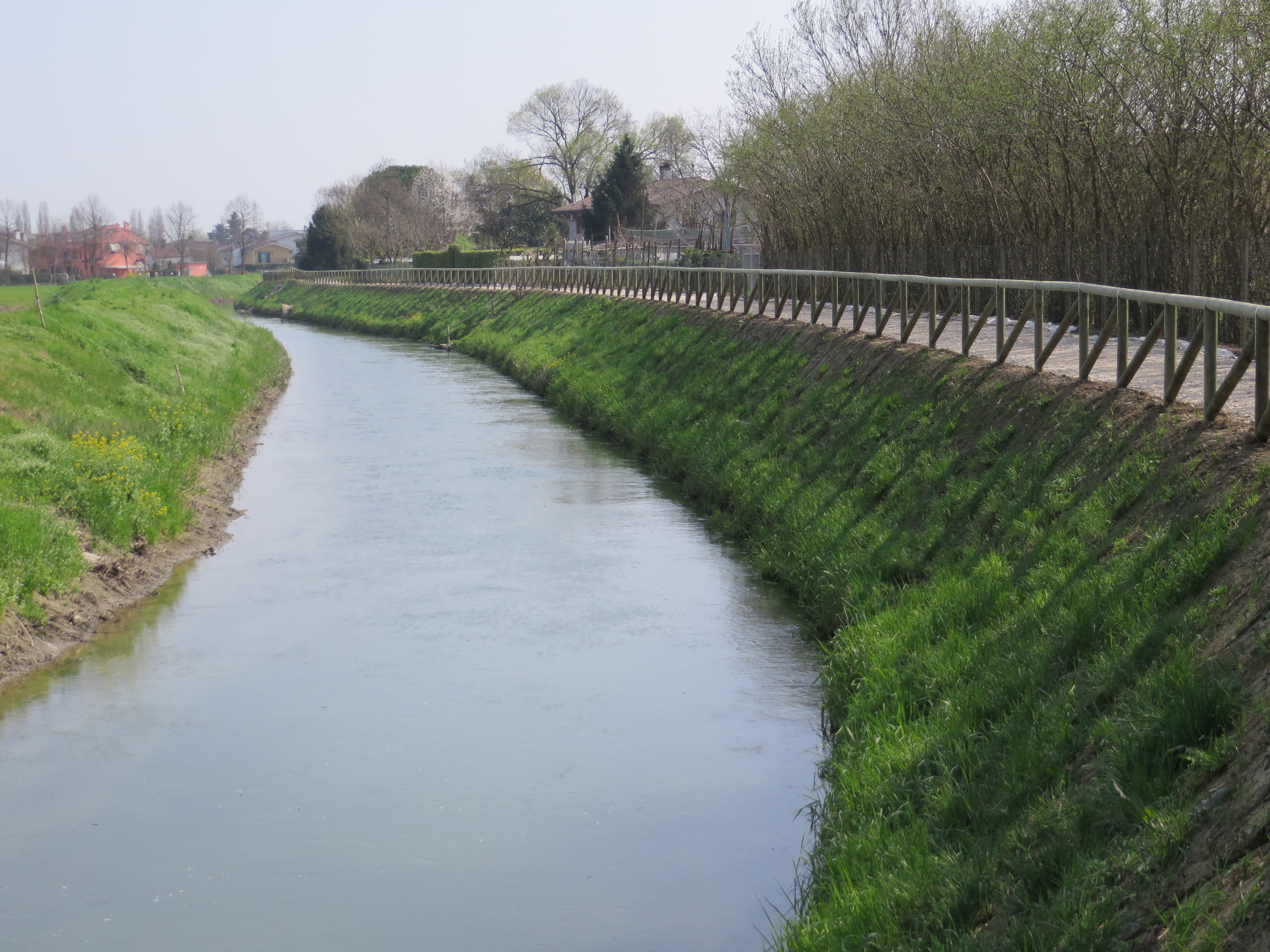
Percorso lungo il Dese a Scorzè.

#### Oasi Todori
A partire dal 2006 a Scorzè è stata istituita un'ampia area naturale detta Oasi Todori, che si estende per circa ventimila m², ricca di vegetazione e fauna locale. Si sviluppa attorno all'omonimo mulino ed è caratterizzata dalla presenza delle acque del fiume Dese e dei suoi affluenti. Oltre che area verde a disposizione della cittadinanza a pochi passi dal centro abitato, quindi ideale per attività ricreative di vario genere, essa è anche sede di importanti attività didattiche che vedono impegnate le istituzioni scolastiche locali per sensibilizzare i giovani riguardo alle tematiche ambientali.

#### Percorso dei Quattro Mulini
Dal 2014 dall’oasi Todori ha inizio un suggestivo percorso ciclopedonale lungo l'argine del Dese che attualmente (2019) conduce fino al mulino di Cappella, e per ciò è stato denominato "Percorso dei Quattro Mulini". Il progetto, per ora realizzato solo nel primo e secondo stralcio, prevede che il percorso raggiunga il parco del Laghetti di Martellago.

#### Ex base missilistica
A nord-ovest dell’abitato di Peseggia era collocata una grande base appartenente ai corpi NATO dell'artiglieria contraerea. Non più attiva per scopi militari ormai dagli anni ‘80, la base è stata ceduta al Comune e ora è un’area adibita a scopi sportivi e ricreativi.

#### Aree golenali
Realizzate negli anni recenti per dare sfogo alle acque che costantemente allagavano diversi centri del Comune, si presentano oggi come aree di interesse naturale per flora, fauna e presenza di aree umide a scopo di fitodepurazione delle acque ma comunque popolate da varie specie animali. Le due aree più grandi si trovano a sud dell’abitato di Cappella e a nord di quello di Peseggia.

## Società

### Evoluzione demografica
Abitanti censiti

L'ISTAT suddivide il territorio comunale nelle seguenti località abitate (vi è riportata anche la popolazione durante il censimento del 2001):
- CAPPELLA, 926
- PESEGGIA-GARDIGIANO, 4 535 (le due frazioni sono considerate un'unica località perché contigue)
- RIO SAN MARTINO, 887
- SCORZÈ, 7 478
- Ariosto, 26 (a Cappella, lungo via Ariosto)
- Armellin, 33 (a Peseggia, verso la fine di via San Paolo)
- Barchessa, 25 (a Peseggia, presso una laterale di via Verdi)
- Bassa, 97 (a Cappella, all'inizio di via Bassa)
- Bastia, 14 (a Cappella, lungo via Bastia)
- Battaglion, 23 (a Peseggia, lungo via Polo)
- Bellia, 20 (a Cappella, verso la fine di via Dante)
- Bigolo, 58 (a Rio San Martino, lungo via Bigolo)
- Bragato, 31 (a Cappella, lungo via Ariosto)
- Brotto, 73 (a Gardigiano, lungo via Frattin)
- Bulegato, 21 (a Gardigiano, verso la fine di via Canaletto)
- Busatto, 118 (a Peseggia, lungo via Verdi)
- Campigotto, 21 (a Cappella, verso la fine di via Ariosto)
- Canove, 72 (a Scorzè, lungo via Canove)
- Capitellon, 66 (a Rio San Martino, lungo via Capitellon)
- Case Cervesato, 91 (a Rio San Martino, lungo via Buonarroti)
- Case Favaro, 38 (a Scorzè, verso la fine di via Canove)
- Castellana, 29 (a Scorzè, lungo via Castellana)
- Centrale Olmara, 172 (a Scorzè, presso via Olmara)
- Cuchi, 117 (a Cappella, all'incrocio tra via Dante e via Speri)
- Favorita, 33 (a Rio San Martino, lungo via Favorita)
- Fontane, 44 (a Rio San Martino, lungo via Da Vinci)
- Gagliardi, 19 (a Scorzè, presso via Gagliardi)
- Gallese, 149 (a Rio San Martino, lungo via Gallese)
- Giusto, 39 (a Gardigiano, verso la fine di via Marini)
- Gomieri, 41 (a Rio San Martino, lungo via Gomieri)
- La Stella, 19 (a Peseggia, lungo via Polo)
- Michettoni, 84 (a Scorzè, lungo via Canove)
- Montiron, 23 (a Rio San Martino, lungo via Montirone)
- Pesce, 25 (a Rio San Martino, lungo via Bigolo)
- Petrarca, 40 (a Cappella, lungo via Petrarca)
- Pizzato, 125 (a Peseggia, lungo via Tiziano)
- Sant'Ambrogio, 147 (a Rio San Martino, lungo via Sant'Ambrogio)
- Sottana, 11 (a Rio San Martino, lungo via Drizzagno)
- Spangaro, 38 (a Peseggia, lungo via Spangaro)
- Tabina, 138 (a Rio San Martino, presso l'incrocio tra via Onaro e via Gomieri)
- Tasca, 17 (a Gardigiano, presso una laterale di via Rossini)
- Tegon, 23 (a Cappella, lungo via Boschi)
- Tosatti, 23 (a Rio San Martino, lungo via Tosatti)
- Tosatto, 19 (a Rio San Martino, all'inizio di via Tosatti)
- Volta, 48 (a Scorzè, lungo via Volta)
- Zanetti, 57 (a Cappella, verso la fine di via Dante)
- case sparse, 1 162

### Etnie e minoranze straniere
Al 31 dicembre 2015 gli stranieri residenti nel comune sono 1 468, ovvero il 7,78% della popolazione. Di seguito sono riportati i gruppi più consistenti:
1. Romania, 397
2. Albania, 194
3. Kosovo, 159
4. Marocco, 121
5. Moldavia, 105
6. Cina, 100
7. Nigeria, 70
8. Ucraina, 47
9. Burkina Faso, 26
10. Serbia, 22

### Altre statistiche
- Indice di Vecchiaia: 177,84 (2021)
- Reddito Medio Dichiarato: 23.117 (2021)
- Numero Famiglie: 7858 (2021)
- Numero Abitazioni: 6.540 (2001)[32]

### Lingue e dialetti
Nel territorio di Scorzè, come tutto il Miranese, si parla un veneto di tipo basso-trevigiano, caratterizzato da notevoli influenze veneziane. Tuttavia, a causa alla posizione al confine tra le province di Venezia, Padova e Treviso e alla dispersione geografica delle frazioni, si possono ancora notare alcune differenze dialettali tra un paese e l'altro.
Così Peseggia e Gardigiano, localizzate all'estremità orientale del territorio e recentemente interessate da un flusso migratorio da Venezia, si caratterizzano per una parlata simile al veneziano. Il capoluogo e Cappella, poste invece dalla parte opposta, presentano peculiarità che rimandano al dialetto padovano. A Rio San Martino, rivolta a nord, si parla un idioma più vicino al trevigiano.

### Religione
La gran parte della popolazione scorzetana professa la religione cattolica. Attualmente, l'intero territorio comunale, suddiviso in cinque parrocchie, corrispondenti ai cinque paesi che lo compongono, si trova soggetto alla diocesi di Treviso, all'interno del vicariato di Noale. Storicamente, la chiesa di Scorzè dedicata a san Benedetto abate era una dipendenza della pieve di Trebaseleghe. Rispettivamente le altre parrocchie sono antiche dipendenze delle pievi di Zero Branco per Rio San Martino, Martellago per Peseggia e Cappella e dell'abbazia di Santa Maria Assunta di Mogliano Veneto per Gardigiano. La chiesa di Scorzè è dedicata anche alla Madonna della Salute, mentre per quanto riguarda gli altri paesi i Santi patroni sono: san Giovanni Battista per Cappella, san Donato d'Arezzo per Gardigiano, san Nicola di Bari per Peseggia e San Martino di Tours per Rio San Martino.
Varie minoranze religiose sono presenti soprattutto fra la popolazione straniera immigrata negli ultimi decenni, in particolare si riscontrano cristiani ortodossi e musulmani, senza però che vi siano centri di preghiera nel territorio scorzetano.

## Cultura

### Istruzione

#### Scuole
Le scuole statali di Scorzè sono riunite in un unico istituto comprensivo, con sede nel capoluogo e comprensivo di due scuole dell'infanzia (una a Scorzè e una a Gardigiano), cinque scuole primarie (una per ogni paese) e due scuole secondarie di primo grado (una a Scorzè e una a Peseggia). Nel territorio sono anche presenti due asili nido di proprietà comunale, uno a Scorzè e l’altro a Cappella.
Si contano inoltre tre scuole dell'infanzia gestite da istituti religiosi a Scorzè, Peseggia e Rio San Martino.

#### Biblioteca
La Biblioteca Comunale "A. Stangherlin" di Scorzè fu fondata nel 1979 e fa parte del Sistema bibliotecario Provinciale di Venezia. Ha sede in Via dei Soranzo, dietro Villa Soranzo Conestabile, e vanta un patrimonio di circa 47.000 volumi, di cui 10.000 nella sede distaccata di Peseggia. Nella collezione sono compresi 1.300 Compact Disc musicali e circa 200 dischi in vinile di musica classica, provenienti dalla donazione "Gino Novello". Il 3 dicembre 2011 la biblioteca è stata intitolata allo storico scorzetano Antonio Stangherlin, scomparso nel 2000.

### Teatro
Presso via Cercariolo si trova il Teatro Comunale "Elios-Aldò", costruito subito dopo la seconda guerra mondiale e più volte ristrutturato, che ospita ogni anno la prestigiosa Stagione Teatrale di Scorzè. Il Teatro è sede anche di altri eventi importanti sia di carattere ricreativo che sociale. Ospita anche iniziative di incontro dei giovani delle scuole col mondo teatrale e dal 2001 una interessante rassegna di teatro amatoriale.

### Cucina
Essendo, oltre che un importante centro industriale, anche un importante territorio agricolo, diffusa è la coltivazione di colture di pregio e di ortaggi tipici, in vari modi valorizzati da iniziative e manifestazioni locali. In particolare da ricordare le coltivazioni I.G.P. del radicchio rosso di Treviso e dell'asparago bianco di Badoere, mentre il biso di Peseggia ha ottenuto nel 2010 la De.Co. con la registrazione della ricetta tipico piatto dei Risi e Bisi.

### Eventi

#### Carnevale
Ricco di attività che coinvolgono il centro del capoluogo nei giorni del Carnevale, in particolare la domenica si segnalano l'originale partita a carte con i figuranti e la ricca lotteria.

#### Sagra di San Benedetto Abate
Si svolge nel mese di luglio presso il campo sportivo parrocchiale, dove ha sede anche lo stand gastronomico e la pesca di beneficenza. Molti gli eventi in programma: il palio dei rioni (tornei di calcio, pallavolo e calcetto balilla), concerti, show live con cabarettisti, musical e altro (es. raduno dei motociclisti).

#### Festa dello Sport
Organizzata dall'"Associazione Dilettantistica Centro Sportivo Libertas Scorzè", si tiene durante il mese di agosto e prevede varie manifestazioni sportive, intrattenimenti e manifestazioni culturali e stand gastronomici.

#### Rally Città di Scorzè
Corsa Automobilistica organizzata dalla "Scorzè Corse" nella terza settimana di agosto. Dopo le prime edizioni "amatoriali" a cavallo tra gli anni settanta e ottanta e le sei edizioni (dal 1991 al 1993 e dal 2007 al 2009) in versione Rallysprint, dal 2010 diventa Internazionale.

## Geografia antropica

### Urbanistica
Dopo la distruzione del castello lungo il Dese, come già detto, il paese iniziò a svilupparsi attorno alla chiesa, formando quello che in passato era detto il Borgo. La posizione non era casuale, trovandosi all'incrocio tra le strade Noalese (per Treviso o per Padova) e Castellana (per Venezia o per Castelfranco). Presso questo nucleo andarono a concentrarsi le strutture più importanti: sin dal 1526 si ha notizia di una stazione di posta e di un albergo localizzati lungo la strada mentre, nei pressi della chiesa, sorgeva l'ospedale santa Lucia, attivo dal XVI secolo al 1792. Per il resto, il centro era quasi completamente proprietà dei Soranzo, patrizi veneziani che possedevano la grande villa lungo la Castellana, Palazzo Zardo e altre costruzioni di fronte alla chiesa. La gran parte della popolazione, in ogni caso, viveva sparsa nella campagna. In epoca di dominazione austriaca venne costruita la via "Drizzagno", per collegare direttamente Scorzè a Zero, mentre bisognerà attendere il secondo dopoguerra per vedere l'attuale via Cercariolo. Entro quest'area ebbe inizio il moderno sviluppo urbanistico di Scorzè, caratterizzato da una generale mancanza di razionalità: gli edifici sono irregolari e, tra loro, senza soluzione di continuità, manca una vera e propria piazza, una strada porticata; assente, generalmente, qualsiasi gusto estetico. Negli ultimi anni alcuni interventi hanno tuttavia notevolmente migliorato la vivibilità del centro cittadino. La situazione del traffico, che si presentava come patologica data la posizione del paese nell’incrocio di due importanti statali con l’aggiunta della vicina uscita autostradale, è sensibilmente migliorata grazie alla tangenziale sud-ovest, terminata nel 2019, che ha rimosso il traffico pesante dal centro. Gli incroci più trafficati sono stati trasformati in scorrevoli rotonde. Sono stati rifatti marciapiedi e arredo urbano così da rendere più attrattive le vie del centro, con interventi radicali ancora in corso (2025) nella centrale via Roma. Lo spostamento delle scuole primarie dal centro poi ha contribuito a decongestionare l’area attigua al municipio, con beneficio anche dei posti macchina a disposizione delle attività commerciali.

### Suddivisioni storiche
Durante il dominio veneziano, il territorio dell'attuale comune di Scorzè fu partito tra le podestarie di Noale e Treviso. In particolare, alla prima apparteneva Scorzè paese (divisa nei comuni di Guizza, Levada e Fosse) alla seconda Peseggia e Cappella e all'ultima Rio San Martino (quartiere Mestrina di sopra, divisa tra i comuni di Chiesa, Gallese, di Mezzo, di Sopra e Sarmazza) e Gardigiano (Mestrina di Sotto).

### Frazioni
- Cappella: si trova a circa a 2 chilometri a est del capoluogo, lungo la provinciale 39 "Moglianese"; il suo territorio è attraversato da un tratto dell'Autostrada A4. Ha circa 1 400 abitanti. Citata la prima volta nel 1152, diviene parrocchia indipendente da Martellago nel XVI secolo. Degni di nota la chiesa parrocchiale (XX secolo), il campanile (XVIII secolo) e alcune ville venete.
- Gardigiano: si trova a circa 6 chilometri a est del capoluogo, lungo la provinciale 39 "Moglianese". Ha circa 2 300 abitanti. Citata la prima volta nel 1174, diviene parrocchia indipendente da Mogliano Veneto nel XVII secolo. Degni di nota la chiesa parrocchiale e il campanile (XVI secolo) e alcune ville venete.
- Peseggia: si trova a circa 5 chilometri a est del capoluogo, lungo la provinciale 39 "Moglianese"; il suo territorio è attraversato da un tratto dell'Autostrada A4. Ha circa 3 500 abitanti. Citata la prima volta nel 1146, diviene parrocchia indipendente da Martellago nel XVIII secolo. Degni di nota la chiesa parrocchiale e il campanile (XX secolo), la vecchia chiesa e alcune ville venete.
- Rio San Martino: si trova a circa 2 chilometri a nord del capoluogo, lungo la provinciale 84 "Scandolara". Ha circa 2 000 abitanti. Citata la prima volta nel 1177, diviene parrocchia indipendente da Zero Branco nel XVI secolo. Degni di nota la chiesa parrocchiale (XVIII secolo) e il campanile (XIX secolo).

## Economia

### Agricoltura

Logo del Consorzio di tutela del radicchio

Ancora molto presente nel territorio comunale è l'attività agricola, in particolare per quanto riguarda la produzione di prodotti di pregio e di agricoltura biologica. Infatti, Scorzè si trova in zona I.G.P. per quanto riguarda la coltivazione del radicchio rosso di Treviso e dell'asparago bianco di Badoere, mentre nel 2010 il biso di Peseggia ha ottenuto la De.Co. da parte del Comune. Il V censimento dell'Agricoltura condotto dall'ISTAT nel 2000 rilevava 933 aziende agricole, delle quali 548 con allevamenti. I capi erano 27.159, ripartiti tra bovini (4.608), suini (2.473), ovini, (12). caprini (42), equini (105) e avicoli (19.919).

### Industria
A partire dal secondo dopoguerra, Scorzè ha conosciuto un notevole sviluppo industriale. Nel territorio comunale sono presenti diverse importanti attività produttive, quali l'Acqua Minerale San Benedetto o l'Aprilia, nonché tutta una serie di piccole e medie imprese, complessivamente circa 600 aziende artigiane, che, in questa fase storica, stanno affrontando un periodo di straordinaria crisi, con pesanti conseguenze per la situazione occupazionale.

## Infrastrutture e trasporti

### Strade
Il territorio comunale è caratterizzato dalla presenza di numerose importanti arterie stradali e autostradali:
- l'Autostrada A4, che scorre ad est della frazione Cappella, con un'uscita proprio nel territorio comunale, denominata Martellago-Scorzè (inaugurata il 1º aprile 2015[52]). Anche in funzione di questa infrastruttura sono stati realizzati e sono in previsione diversi importanti interventi miranti a decongestionare il caotico centro del capoluogo, predisponendo una serie di strade tangenziali che nelle intenzioni dell'amministrazione comunale dovrebbero andare a formare una circonvallazione quasi completa di Scorzè (il cosiddetto "anello di Scorzè"[53]). L'inaugurazione e l'apertura al traffico del primo tratto di questo sistema sono avvenute il 20 marzo 2019.[54]

In particolare, il capoluogo sorge all'incrocio tra due importanti direttrici viarie:
- la SR 515 "Noalese", che collega Padova a Treviso;
- la SR 245 "Castellana" che collega Castelfranco Veneto a Venezia

Sempre dal capoluogo partono anche le seguenti strade provinciali:
- la SP 37 "Salzano-Scorzè", diretta a Salzano e Mirano;
- la SP 39 "Moglianese", diretta a Mogliano Veneto;
- la SP 82 "Crosarona", diretta a Noale;
- la SP 84 "Scorzè-Scandolara", diretta a Scandolara.

### Ferrovie

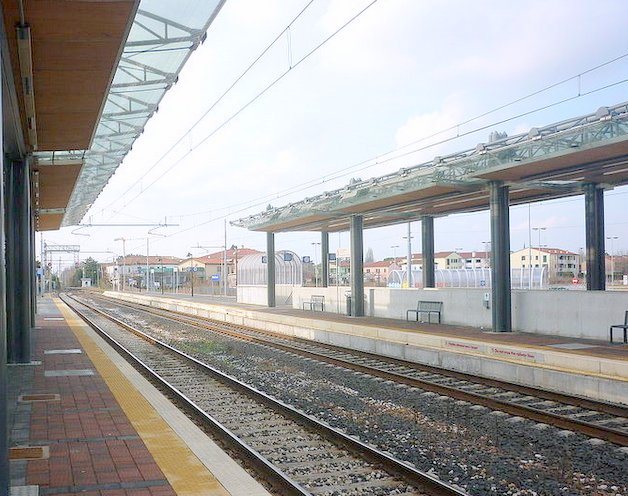
La stazione di Noale-Scorzè

Nel comune di Noale, lungo la linea ferroviaria Trento-Venezia è situata la stazione di Noale-Scorzè, a tre binari, dove fermano tutti i treni che transitano per quella tratta e che sarà interessata dal servizio della linea 6 del Sistema Ferroviario Metropolitano Regionale.
Un'altra stazione, vicina alle frazioni di Gardigiano e Peseggia, è quella di Mogliano Veneto.

### Aeroporti
La vicinanza con l'autostrada A4 permette di raggiungere con facilità l'Aeroporto Marco Polo di Venezia, posto a circa 25 km. Dista circa 15 km l'Aeroporto Antonio Canova di Treviso, che si trova lungo la Strada Regionale 515 "Noalese".

### Mobilità urbana ed extraurbana

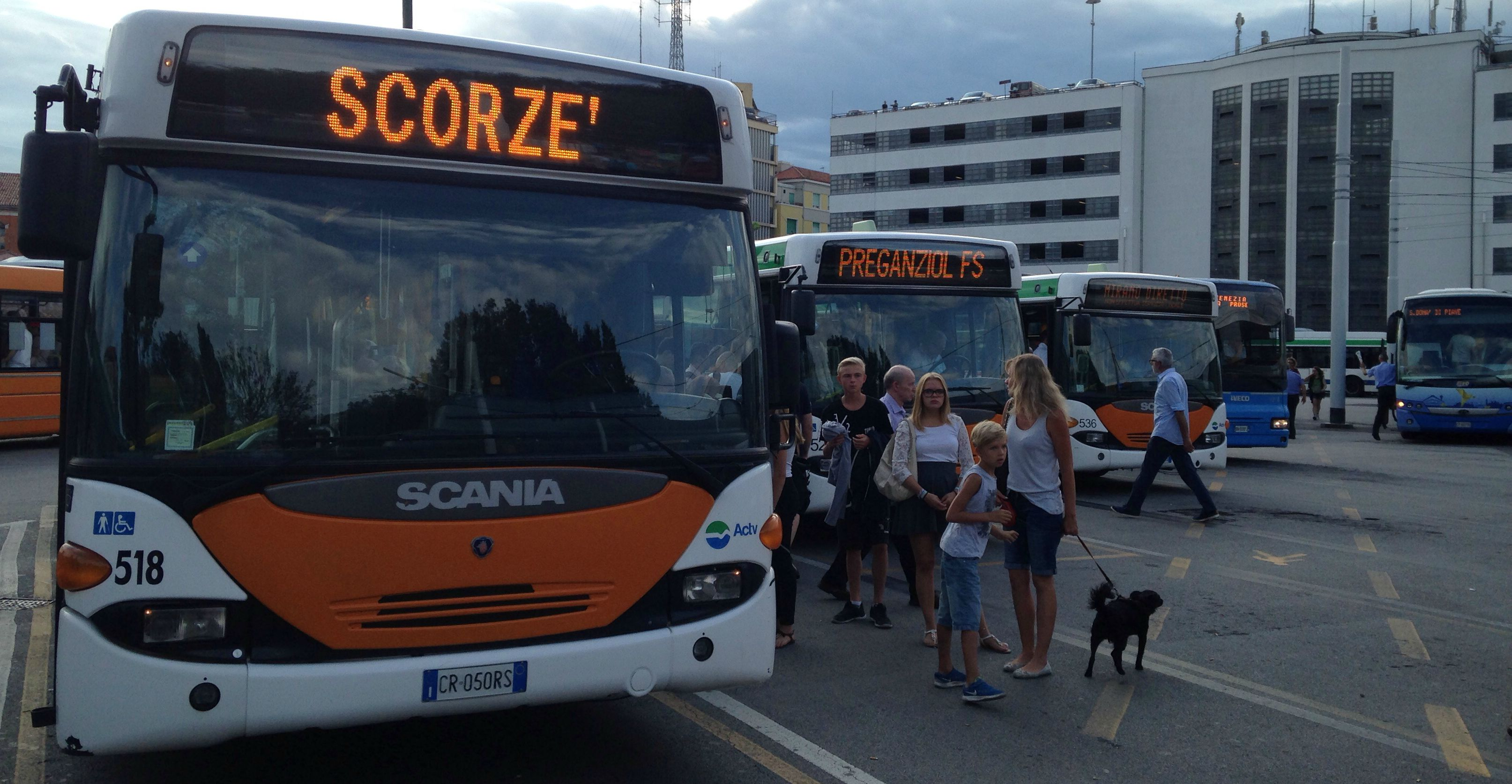
Autobus in partenza da Piazzale Roma a Venezia

Il capoluogo è ben collegato e servito dal trasporto pubblico su gomma:
- Gli autobus ACTV provvedono ai collegamenti con Venezia, Mirano e Mogliano Veneto[55];
- Gli autobus SITA e La Marca provvedono ai collegamenti con Padova, Noale e Treviso[56].

La rete delle piste ciclabili collega il capoluogo con le frazioni di Cappella, Peseggia, Gardigiano e Rio San Martino, oltre che con i comuni confinanti di Martellago, Trebaseleghe, Mogliano Veneto e Zero Branco.

## Amministrazione

### Sindaci dal 1866 al 1946
| Periodo | Periodo | Primo cittadino          | Partito                    | Carica      | Note   |
| ------- | ------- | ------------------------ | -------------------------- | ----------- | ------ |
| 1866    | 1869    | Zilio Bragadin           | Moderato                   | Sindaco     |        |
| 1870    | 1873    | Bernardo Barozzi         | Moderato                   | Sindaco     |        |
| 1873    | 1875    | Pietro Sola              | Moderato                   | Sindaco     |        |
| 1875    | 1881    | Giovanni Bianchi         | Moderato                   | Sindaco     |        |
| 1881    | 1885    | Pietro Combi             | Liberale                   | Sindaco     |        |
| 1885    | 1897    | Francesco Frattin        | Moderato                   | Sindaco     |        |
| 1897    | 1917    | Giovanni Battista Canali | Moderato                   | Sindaco     |        |
| 1917    | 1923    | Giovanni Fabris          | Moderato                   | Sindaco     |        |
| 1923    | 1926    | Carlo Buratti            | Partito Popolare Italiano  | Sindaco     |        |
| 1926    | 1933    | Giovanni Barbiero        | Partito Nazionale Fascista | Podestà     |        |
| 1933    | 1934    | Carlo Buratti            | Partito Nazionale Fascista | Podestà     |        |
| 1934    | 1941    | Valeriano Zanetti        | Partito Nazionale Fascista | Podestà     |        |
| 1941    | 1945    | Albano Dittadi           | -                          | Comm. pref. |        |
| 1945    | 1946    | Natale Moroni            | CLN - Democrazia Cristiana | Sindaco     | [ 57 ] |

### Sindaci dal 1946
| Nominativo                                           | Nominativo                                        | Partito / Coalizione                              | Periodo                                           | Elezione                                          |
| Sindaci eletti dal Consiglio comunale (1946-1995)    | Sindaci eletti dal Consiglio comunale (1946-1995) | Sindaci eletti dal Consiglio comunale (1946-1995) | Sindaci eletti dal Consiglio comunale (1946-1995) | Sindaci eletti dal Consiglio comunale (1946-1995) |
| ---------------------------------------------------- | ------------------------------------------------- | ------------------------------------------------- | ------------------------------------------------- | ------------------------------------------------- |
|                                                      | Lodovico Fabris                                   | Democrazia Cristiana                              | 1946-1949                                         | 1946                                              |
|                                                      | Giuseppe Michieletto                              | Democrazia Cristiana                              | 1949-1960                                         | (1946)                                            |
| 1951                                                 | Giuseppe Michieletto                              | Democrazia Cristiana                              | 1949-1960                                         |                                                   |
| 1956                                                 | Giuseppe Michieletto                              | Democrazia Cristiana                              | 1949-1960                                         |                                                   |
|                                                      | Attilio Donà                                      | Democrazia Cristiana                              | 1960-1970                                         | 1960                                              |
| 1964                                                 | Attilio Donà                                      | Democrazia Cristiana                              | 1960-1970                                         |                                                   |
|                                                      | Vittorio Boscaro                                  | Democrazia Cristiana                              | 1970-1975                                         | 1970                                              |
|                                                      | Flavio Michieletto                                | Democrazia Cristiana                              | 1975-1980                                         | 1975                                              |
|                                                      | Antonio Zaltron                                   | Democrazia Cristiana                              | 1980-1985                                         | 1980                                              |
|                                                      | Renzo Pamio                                       | Democrazia Cristiana                              | 1985-1987                                         | 1985                                              |
|                                                      | Albino Luise                                      | Democrazia Cristiana                              | 1987                                              | (1985)                                            |
|                                                      | Mario Pastrello                                   | Democrazia Cristiana                              | 1987-1990                                         | (1985)                                            |
|                                                      | Igino Michieletto                                 | Democrazia Cristiana                              | 1990-1995                                         | 1990                                              |
| Sindaci eletti direttamente dai cittadini (dal 1995) |                                                   |                                                   |                                                   |                                                   |
|                                                      | Igino Michieletto                                 | Centro                                            | 1995-1999                                         | 1995                                              |
|                                                      | Romano Centomo                                    | Centro-sinistra                                   | 1999-2004                                         | 1999                                              |
|                                                      | Clara Caverzan                                    | Centro-destra                                     | 2004-2008                                         | 2004                                              |
|                                                      | Luigi Pizzi (Commiss. prefettizio)                | -                                                 | 2008-2009                                         | -                                                 |
|                                                      | Giovanni Battista Mestriner                       | Centro-destra                                     | 2009-2019                                         | 2009                                              |
| 2014                                                 | Giovanni Battista Mestriner                       | Centro-destra                                     | 2009-2019                                         |                                                   |
|                                                      | Nais Marcon                                       | Lega - LV                                         | 2019-2024                                         | 2019                                              |
|                                                      | Giovanni Battista Mestriner                       | Centro-destra                                     | 2024-in carica                                    | 2024                                              |

### Variazioni territoriali
Il 14 settembre 2012 il consiglio comunale di Scorzè ha votato un ordine del giorno con cui decide di non aderire alla costituenda città metropolitana di Venezia chiedendo conseguentemente di entrare a far parte della vicina provincia di Treviso, come previsto dall'art. 133 della Costituzione.

## Sport

### Associazioni sportive
L'attività associazionistica sportiva a Scorzè è da sempre tradizionalmente molto vivace.

#### Calcio
Calcio a 11
Per quanto riguarda il calcio è attiva l'A.S.D. Sporting Scorzè-Peseggia, i cui colori sociali sono l'arancio e il nero. Attualmente la prima squadra milita nel girone N veneziano di 1ª categoria, mentre più soddisfazioni provengono dai risultati del settore giovanile.
Nel campionato di 2ª Categoria milita l'U.S. Rio San Martino 1978 altra realtà di spicco soprattutto nel settore giovanile che gioca abitualmente nel campo comunale di Rio San Martino. I colori sociali sono il rosso e il bianco.
Calcio a 5
A Peseggia ha sede l'ASD PSJ Venezia (PSJ sono le consonanti del toponimo veneto Peseja), società di calcio a 5 fondata nel 2007. Dopo tre stagioni disputate nei campionati del CSI, dal 2011 è iscritta alla FIGC e milita in serie D. I colori sociali sono arancio-nero-verde in virtù del passato sodalizio con il Venezia Calcio a 5. Partite e allenamenti si svolgono nella palestra comunale di Cappella.

#### Ciclismo
Tra le istituzioni sportive più prestigiose è da menzionare il Club Ciclistico Fonte San Benedetto nato nel 1906 e campione d'Italia per diversi anni, con la sua costola motorizzata costituita dal Club Motociclistico nato nel 1928.

#### Altri sport
Si segnala in particolare l'associazione dilettantistica Centro Sportivo Libertas Scorzè, fondata nel 1981 e tuttora attiva nel ciclismo, atletica, pallavolo e basket. Un'altra associazione sportiva di rilievo è la TAF Scorzè, squadra di tiro alla fune fondata nel 1975 e vincitrice di quarantasei Titoli italiani e venticinque Coppe Italia. Merita menzione la società sportiva Auxe che opera nel Kick Boxing e può vantare alcuni titoli mondiali conquistati anche grazie ad atleti scorzetani.

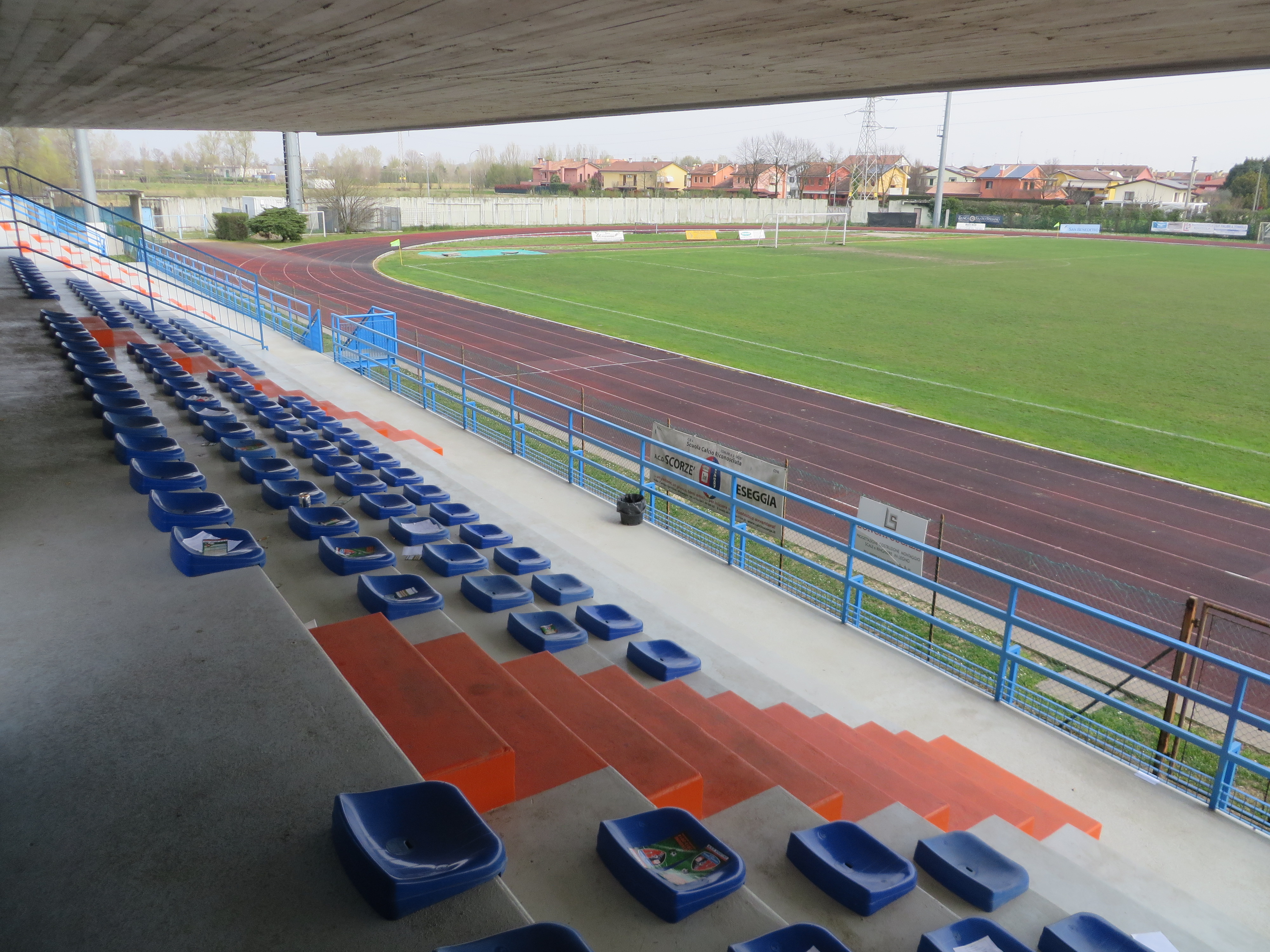
Tribuna, campo e pista dello Stadio comunale di Scorzè

### Impianti sportivi

#### Stadio comunale
Lo Stadio comunale di Scorzè fu costruito verso la fine degli anni sessanta su progetto dell'ing. Franco Pascoli di Treviso e più volte riammodernato. All'epoca, costò all'amministrazione comunale 110 milioni di lire.
Ha una capienza di circa 1500 posti, di cui 500 coperti. È circondato dalla pista per l'atletica leggera, mentre del complesso fanno parte un bocciodromo e alcuni campi da tennis.

## Galleria d'immagini

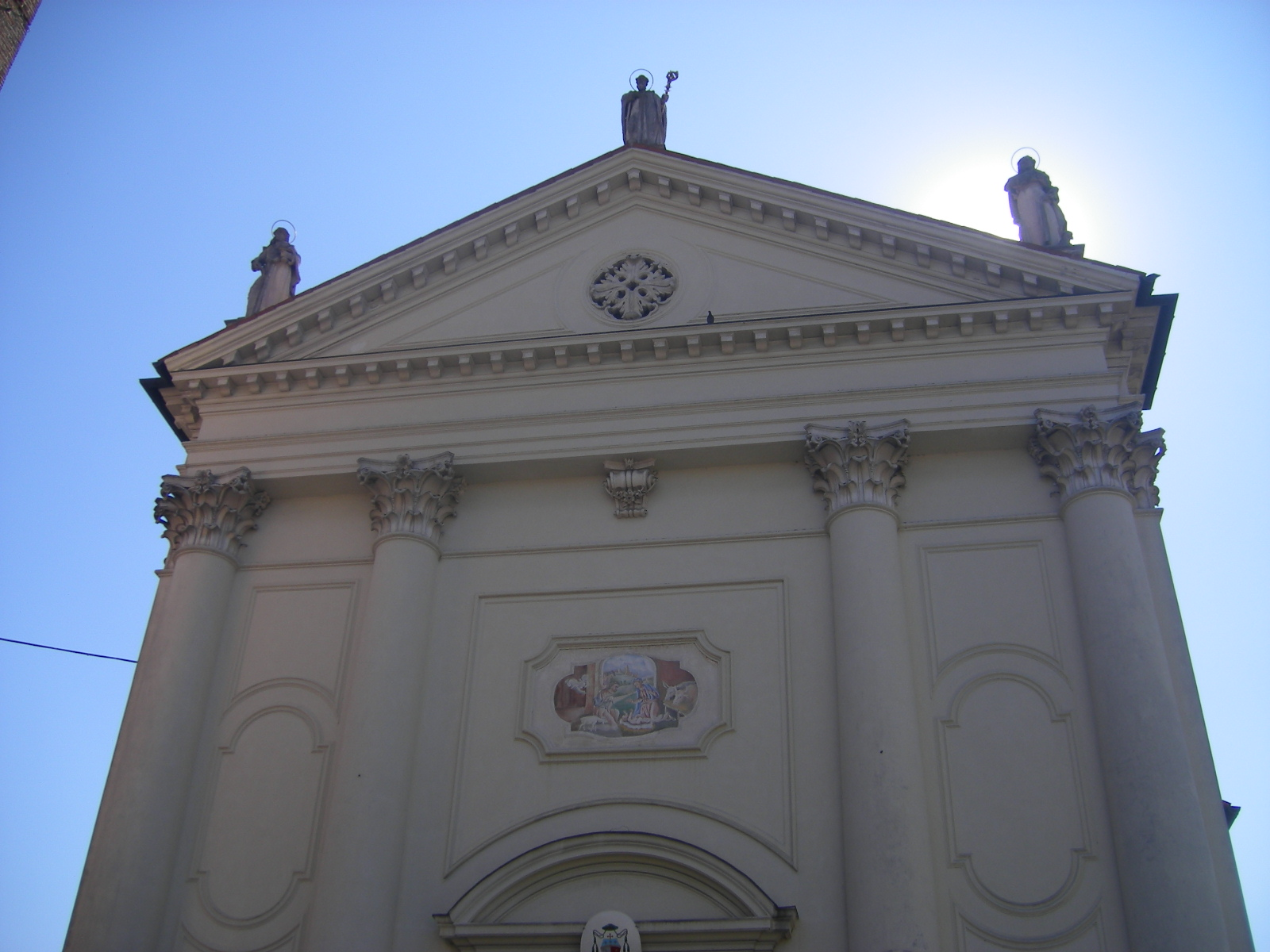
Scorzè, particolare della facciata dell'Arcipretale
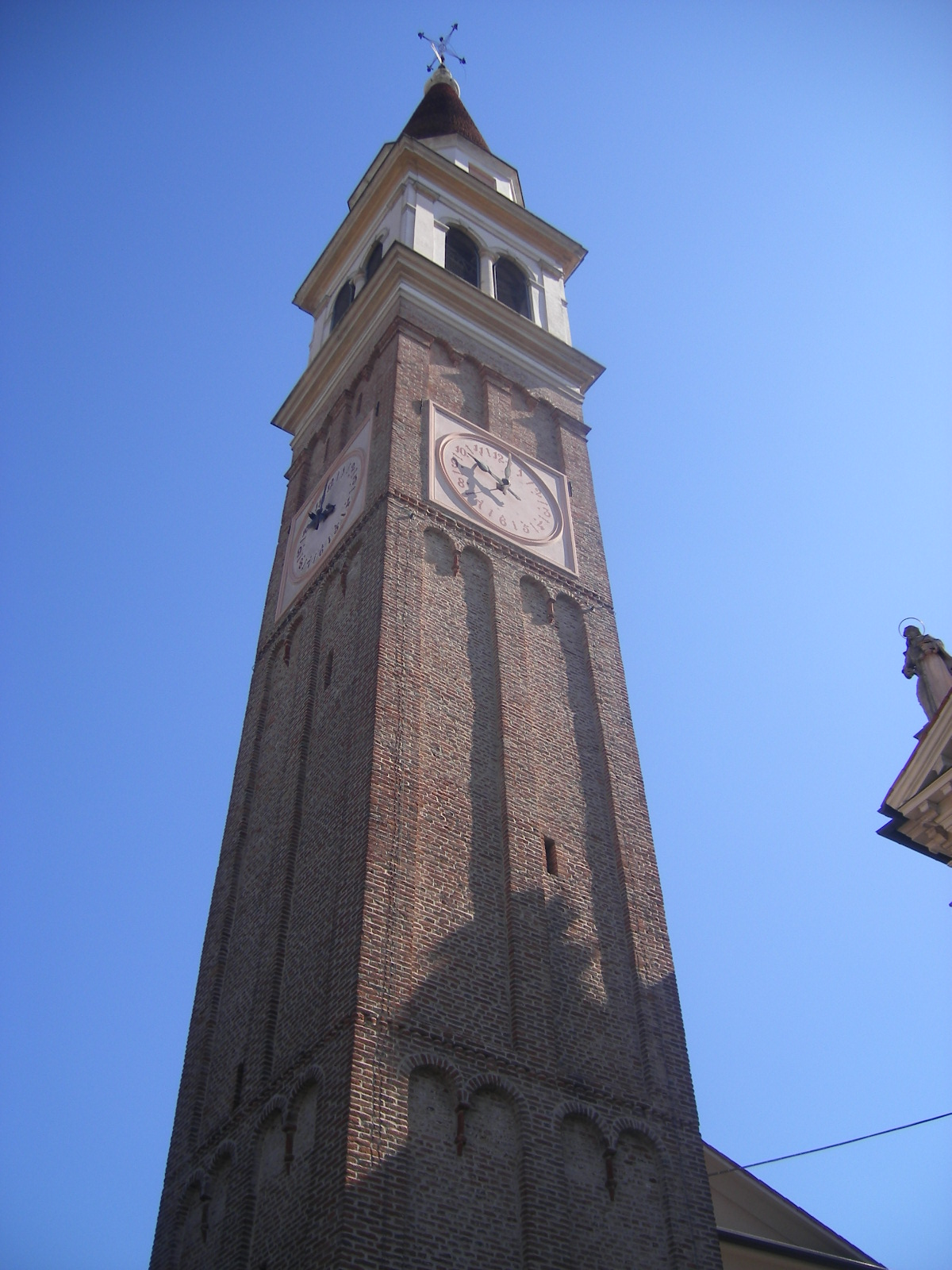
Scorzè, campanile
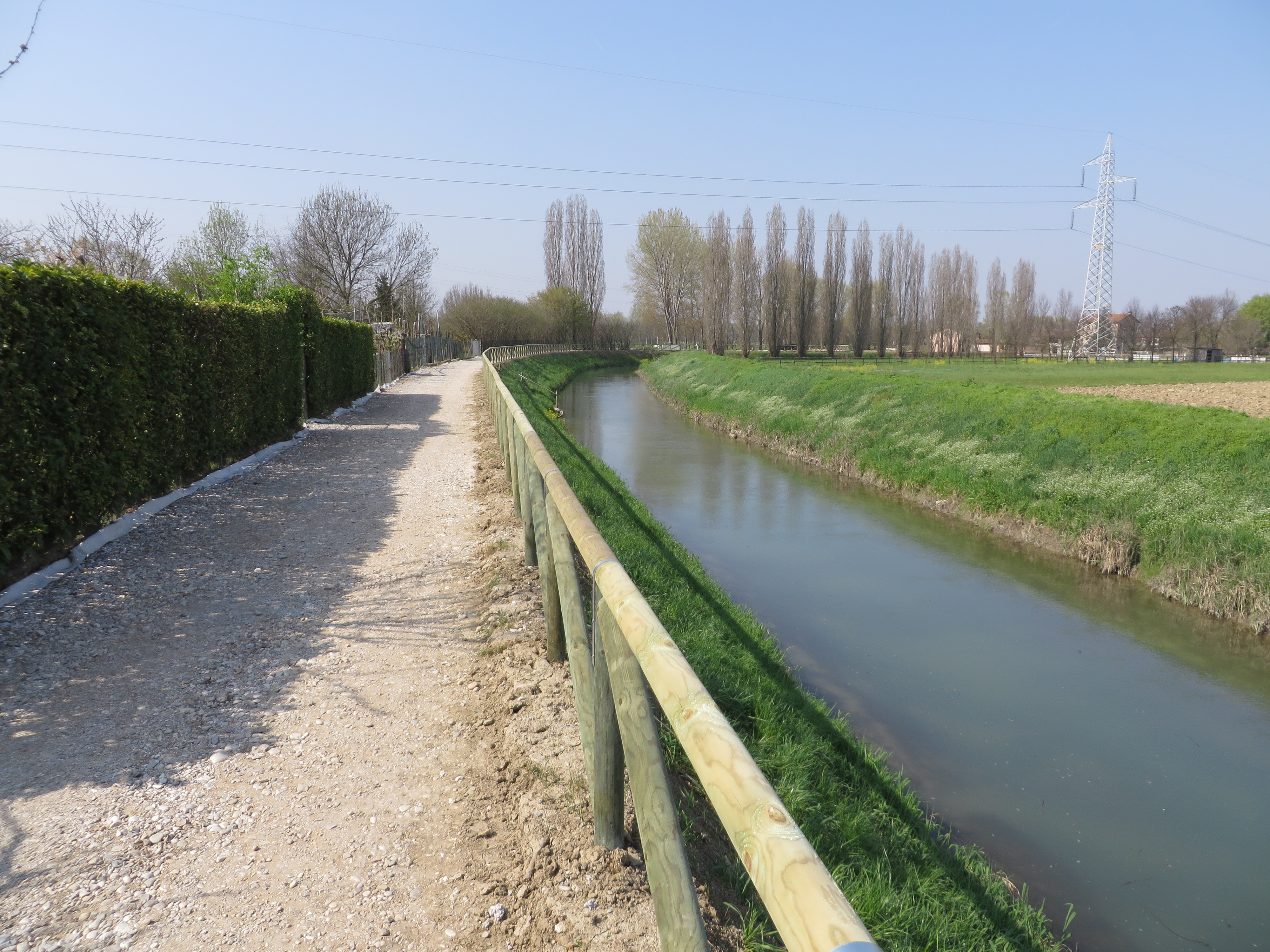
Scorzè, percorso lungo il Dese
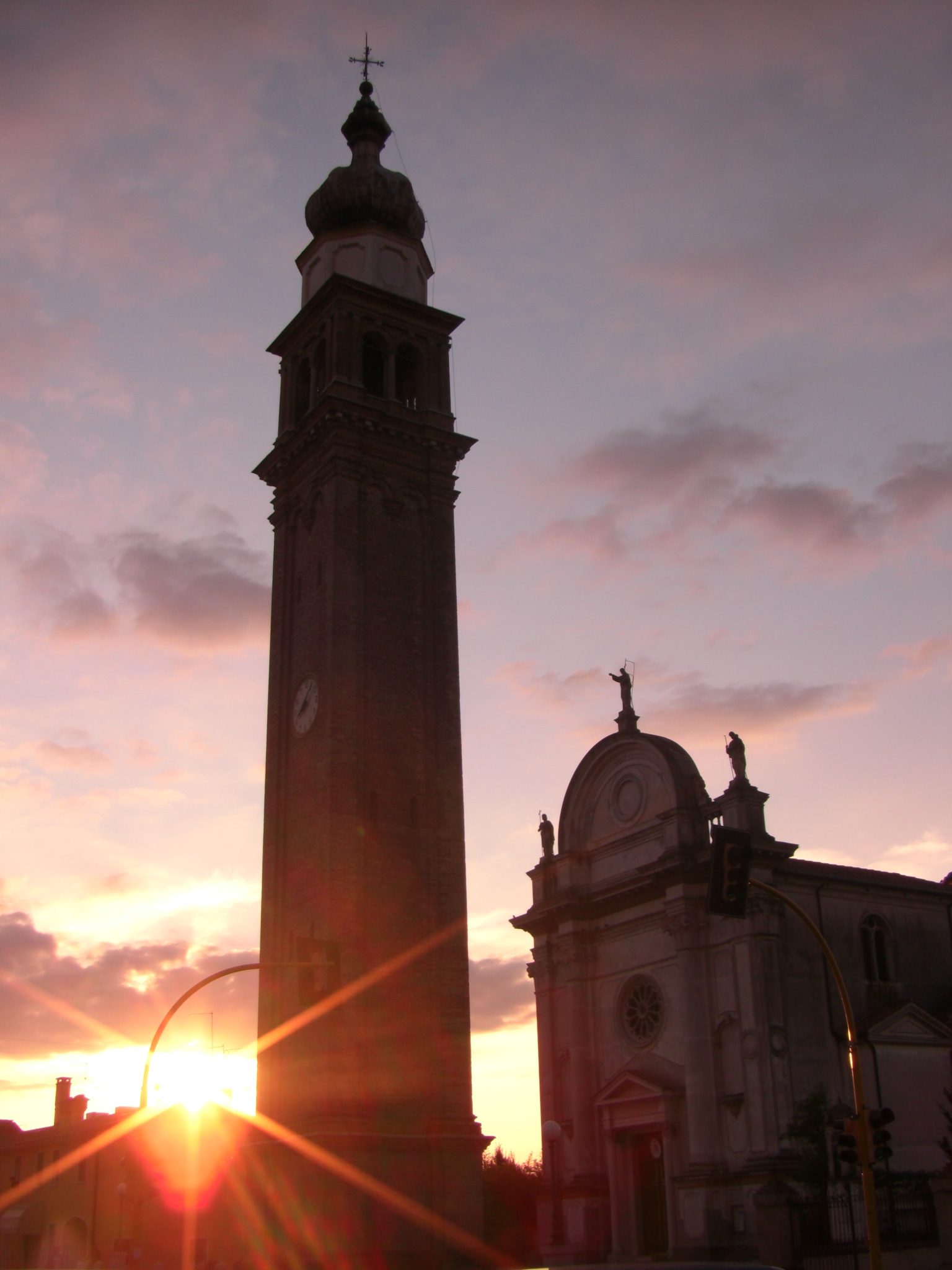
Cappella, Chiesa parrocchiale e campanile
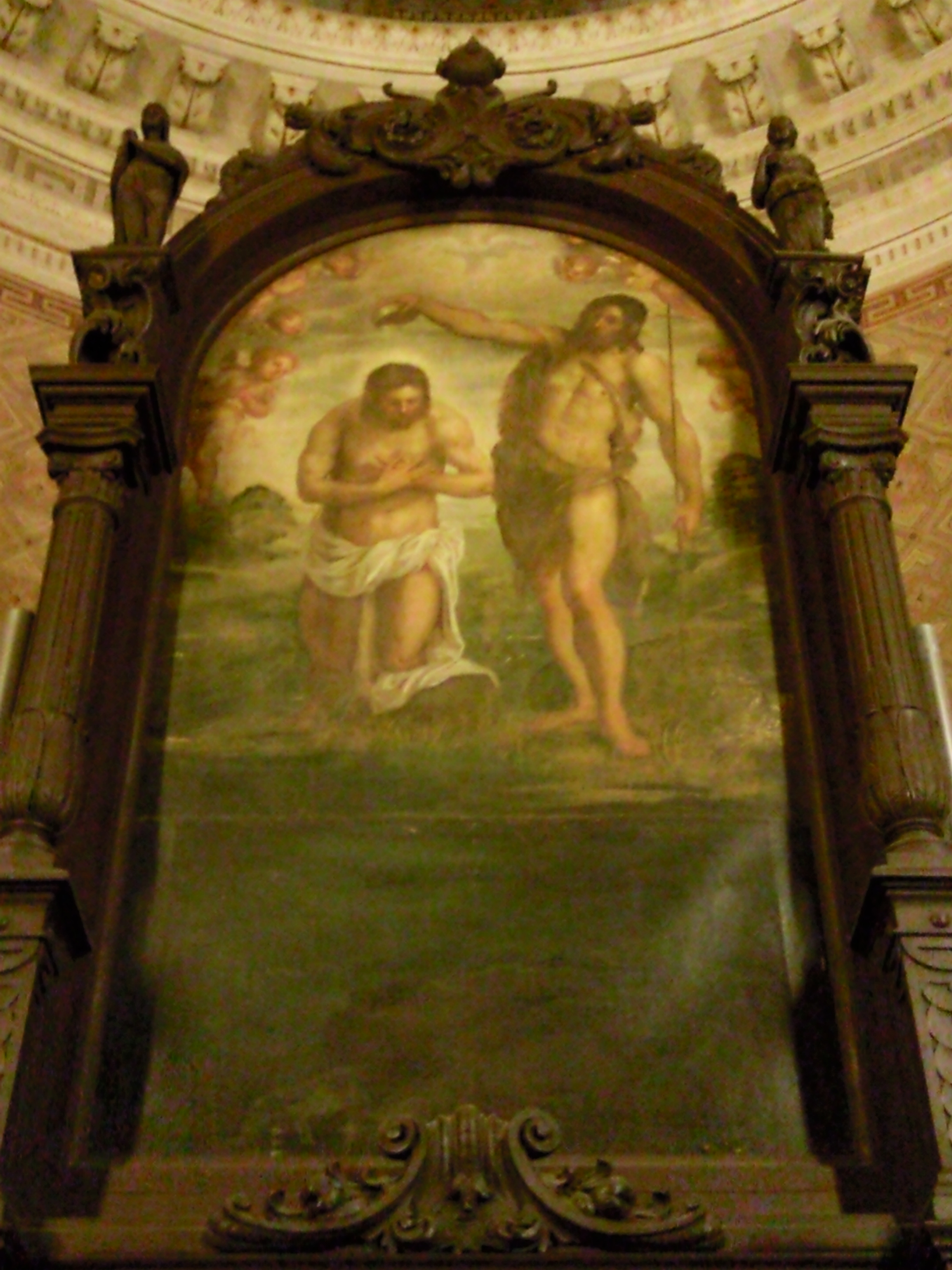
Cappella, pala attribuita a Tintoretto
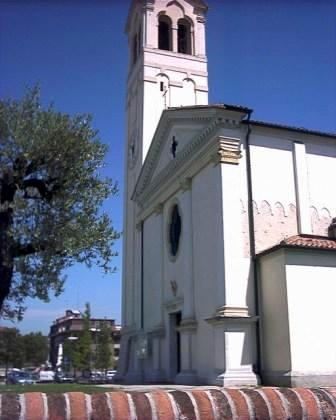
Gardigiano, Chiesa parrocchiale di San Donato
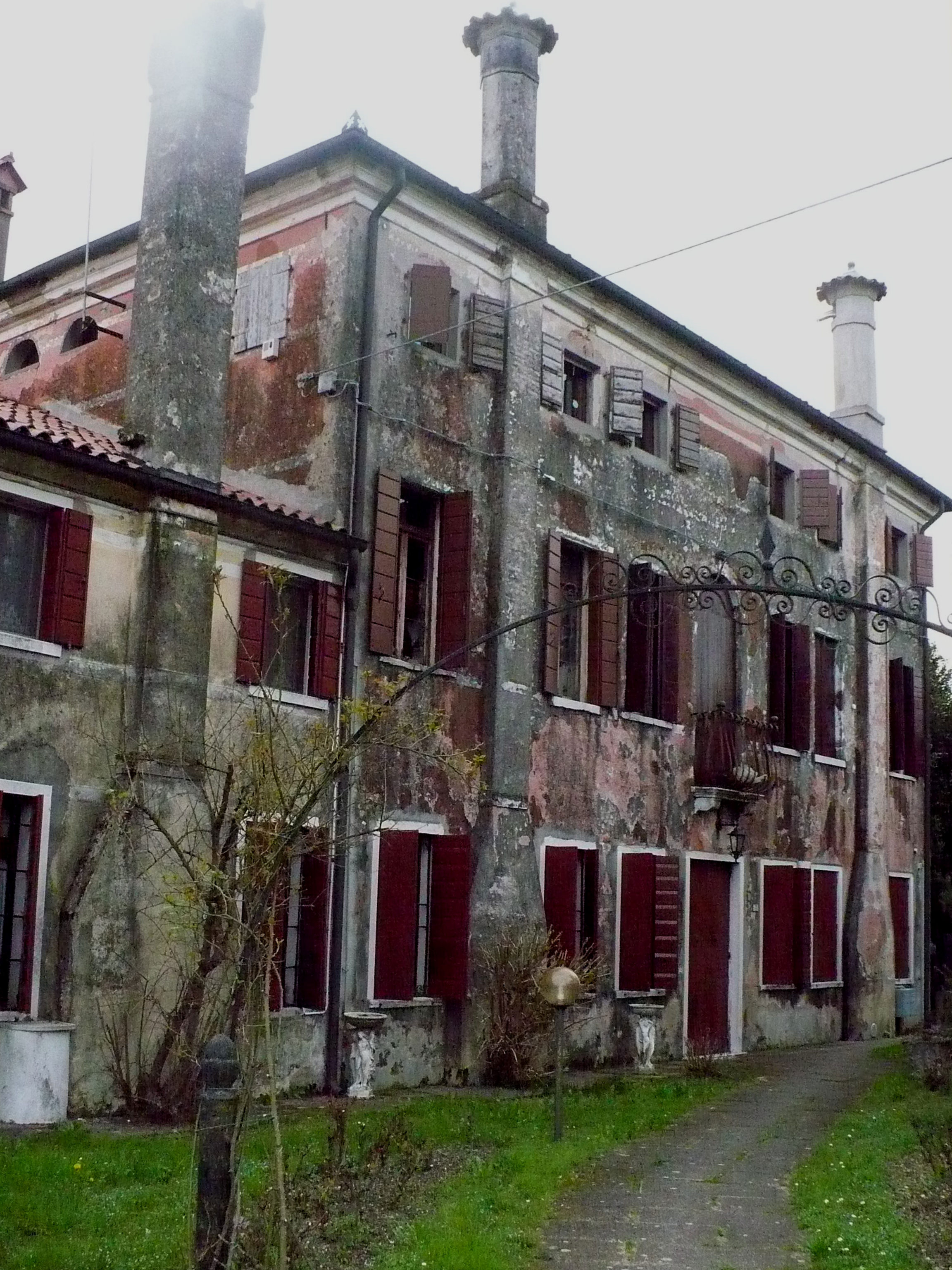
Gardigiano, Villa Frattin
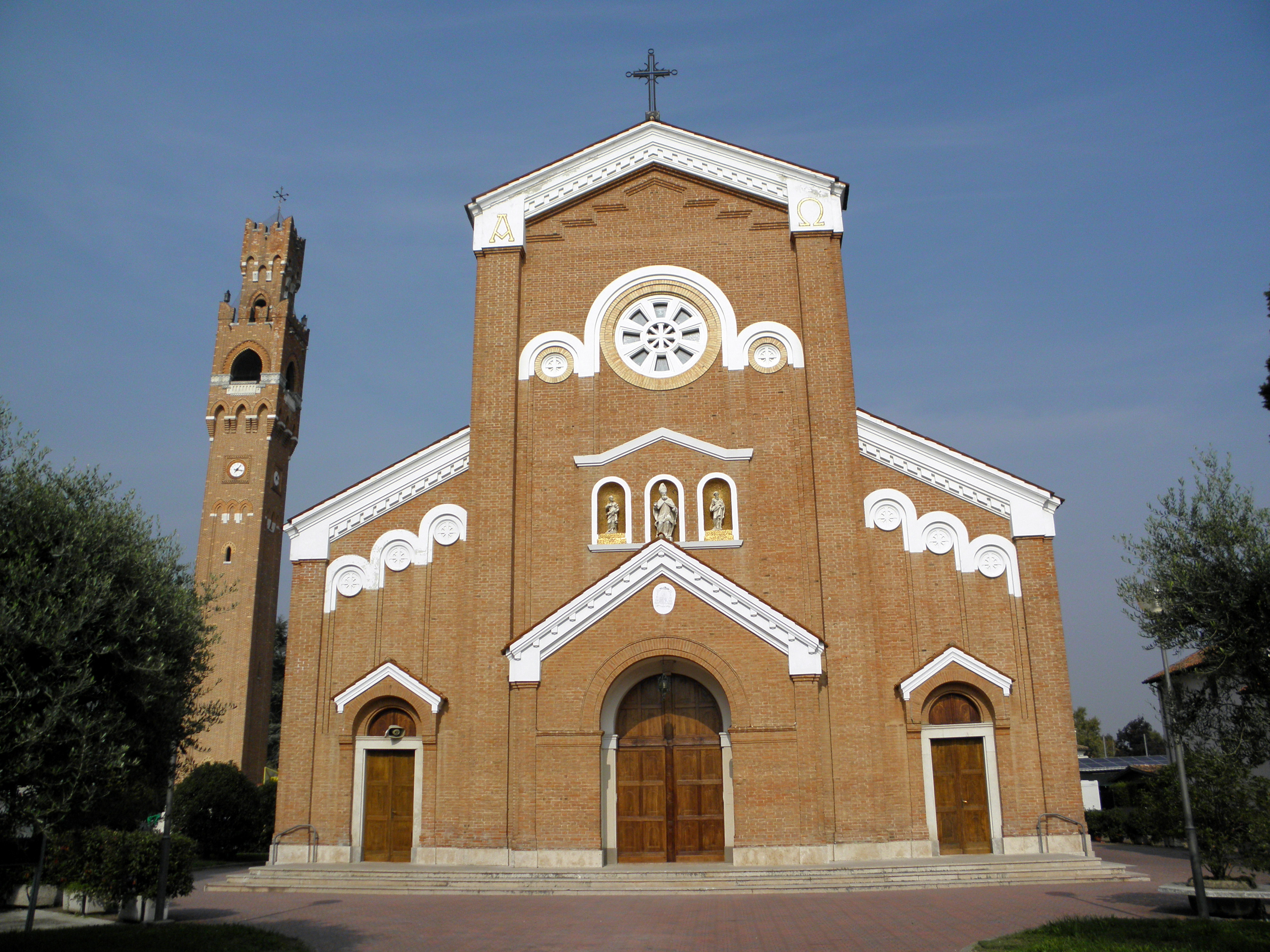
Peseggia, Chiesa parrocchiale di San Nicolò Vescovo
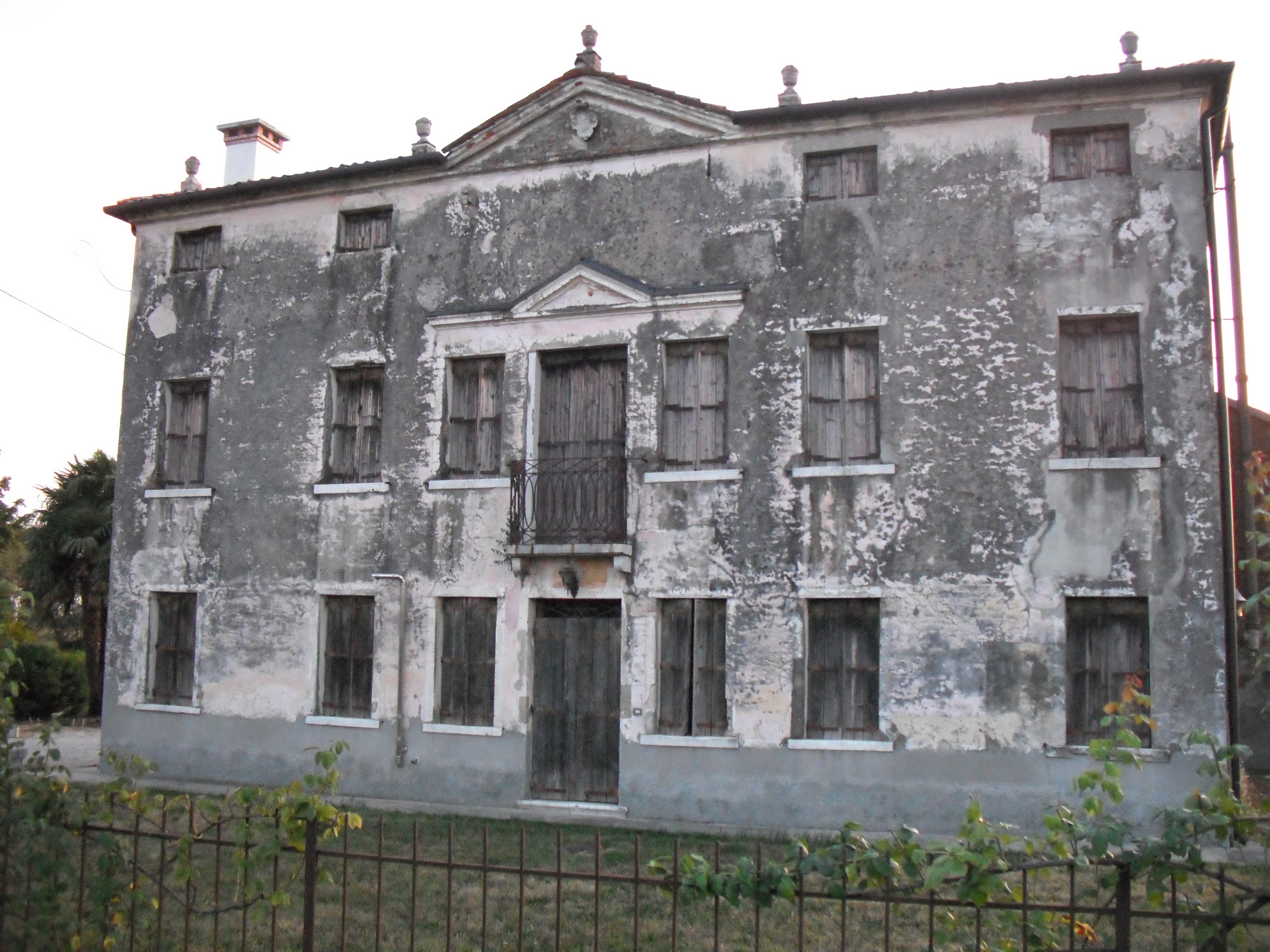
Peseggia, Villa Tasca
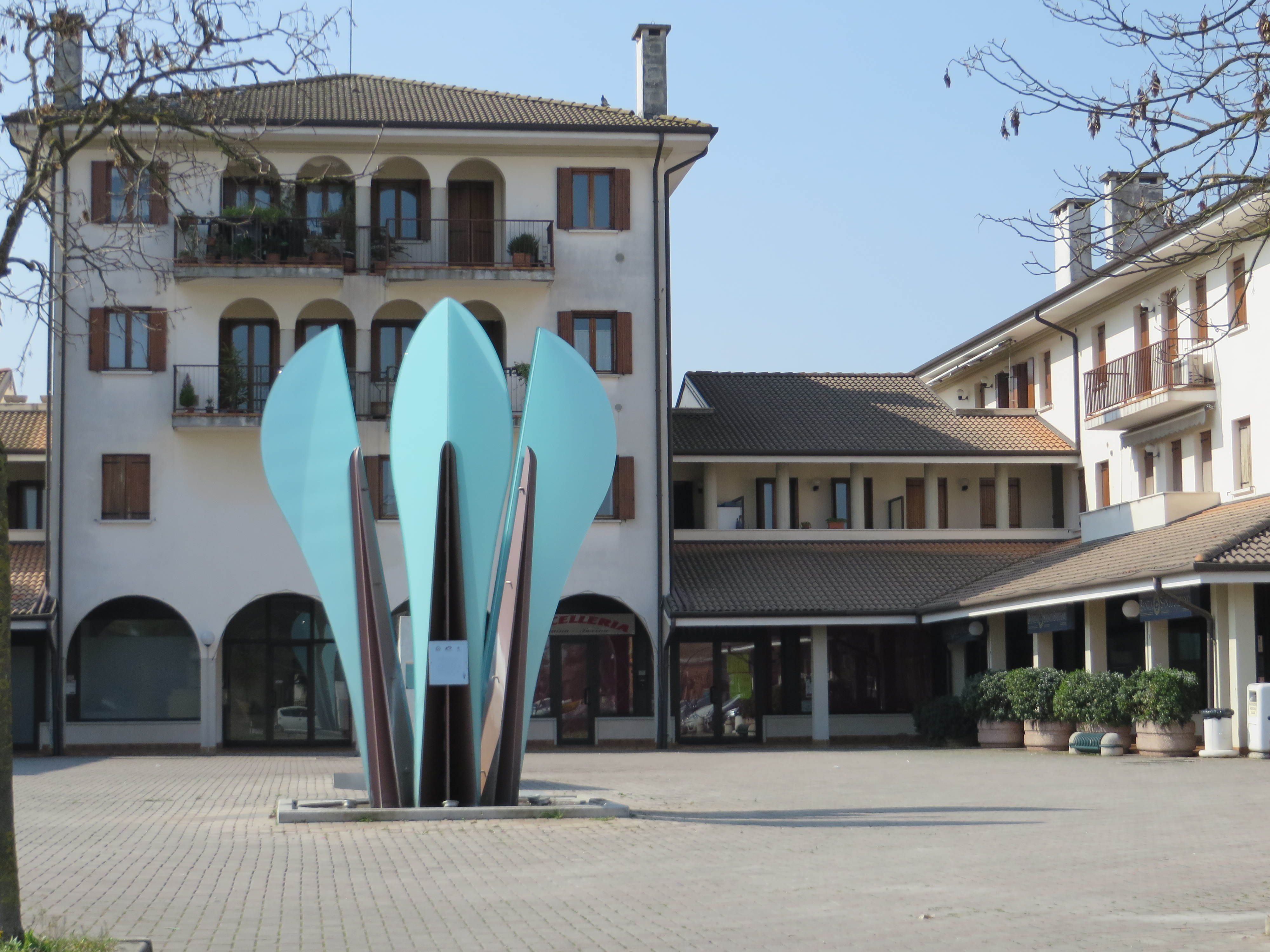
Rio San Martino, fontana del radicchio